# Frontalier
Em francês chama-se frontalier uma pessoa que trabalha num outro país diferente daquele onde reside. Literalmente tem uma certa conotação com fronteiriço e o termo é largamente utilizado nos países limítrofes de França.
A definição de trabalhador fronteiriço deve ser tomada sob um duplo ponto de vista; o social e o fiscal, pois estas noções são totalmente independentes, já que se o pode ser a nível da Segurança Social mas não a nível da fiscalidade, como é o caso de um trabalhador francês na Suíça que aí para impostos mas beneficia da assistência social francesa.

## Luxemburgo
Em Setembro de 2010, o Luxemburgo contava um total de 345 579 salariados dos quais 43,9 % viviam localmente, mas 25,30 % vinham da Alemanha, 25,25 % da Bélgica e 49,45 % da França.

## Bélgica
A França e a Bélgica assinaram a 12 de Dezembro de 2008 uma rectificação da anterior convenção de 10 de Março de 1964 para evitar os problemas da dupla imposição fiscal, e para estabelecer regras administrativas e jurídicas comuns.

## Suíça
A nível da Suíça o termo frontalier designa um trabalhador estrangeiro, titular de uma autorização de trabalho específico, que exerce uma actividade lucrativa na Suíça, mas conservando o seu domicílio no exterior das fronteiras da Suíça, independentemente da sua nacionalidade.

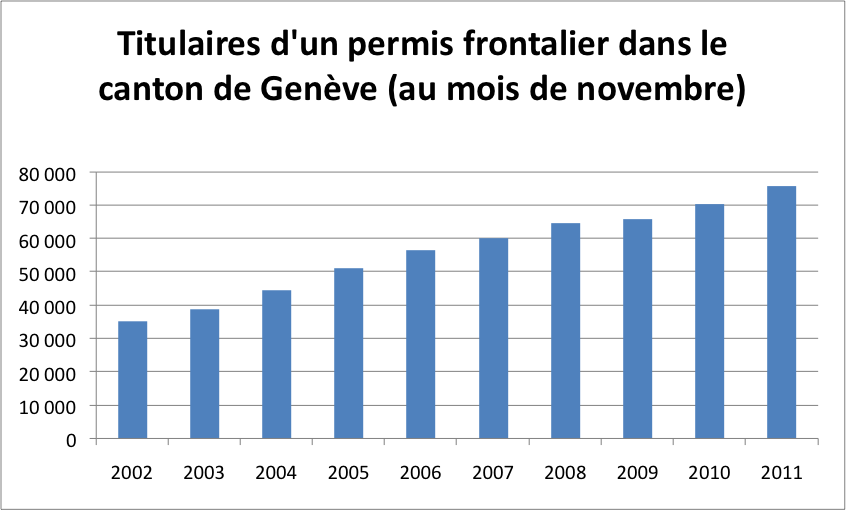
Titular de uma carta de frontalier no cantão de Genebra, desde 2002

Mais precisamente a Administration fédérale des contributions (AFC) Suíça dá a seguinte definição de frontalier no artigo 3 do acordo entre o governo da República Francesa e o Conselho Federal Suíço que foi assinado a 11 de Abril de 1983 : É considerado como trabalhador frontalier toda a pessoa residente de um Estado que exerce uma actividade salarial num outro Estado de uma firma estabelecido nesse estado e que de maneira geral volta ao outro país onde reside.